# Осока вічнозелена
Осо́ка вічнозеле́на (Carex sempervirens) — багаторічна рослина родини осокових. Південно-середньоєвропейський високогірний (субальпійсько-альпійський) вид.

## Опис
Трав'яниста рослина 20-40 см заввишки.Стебла оточені червоно-бурими піхвами. Листки 2-3 мм завширшки, покривні луски тупуваті, темно-червоні, зі світлою серединою. Мішечки видовженояйцеподібні або ланцетоподібні, тригранні, у верхній частині темно-червоні, зрілі — фіолетово-чорні, які поступово переходять у конусоподібний нечіткодвозубчастий і по краях шипуватий носик, внизу бліді, з жилками.
Приквіткові листки 1,5-3,0 см завдовжки, не довші від колосочка. Маточкові колоски на ніжках, носик до 2 мм завдовжки.
Цвіте у травні-червні.

## Поширення та екологія
Вид поширений у горах Південної і Середньої Європи (від Північної Іспанії на заході до Карпат на сході, Македонії на півдні. Трапляється у висотному діапазоні 1700-3000 м.
В Українських Карпатах вид поширений всіх високогірних районах. Досить часто трапляється на високогірних луках субальпійського та альпійського поясів, задернованих і кам'янистих схилах.
Анемофіл, афтохор.

## Охорона
Зростає у КНПП, Чорногірському і Мармароському масивах КБЗ, інших резерватах загальнодержавного значення й місцевого статусу.

## Використання
Має ознаки декоративності, особливо в період цвітіння, використовують в квітникарстві.

## Систематика
| - Carex alpestris Gaudin - Carex alpina Schrank - Carex arida Schleich. ex Kunth - Carex bulgarica (Domin) Lazare - Carex erecta DC. - Carex ferruginea Schkuhr - Carex ferruginea var. sempervirens (Vill.) Fiori - Carex firma var. subalpina Wahlenb. - Carex granitica Braun-Blanq. - Carex murrii Appel ex Murr - Carex sempervirens f. albicans Lackow. ex Kük. - Carex sempervirens f. coarctata Huter ex Kneuck. - Carex sempervirens f. fastigiata Lackow. ex Kük. - Carex sempervirens f. laxiflora Schur - Carex sempervirens f. rigida Schur - Carex sempervirens f. schkuhriana Bonnet & J.A.Richt. - Carex sempervirens f. semipallescens Kneuck. - Carex sempervirens f. stenophylla Schur - Carex sempervirens f. villarsiana Bonnet & J.A.Richt. | - Carex sempervirens subsp. granitica (Braun-Blanq.) C.Vicioso - Carex sempervirens subsp. laevis Kit. ex Willd. - Carex sempervirens subsp. pseudotristis (Domin) Pawl. - Carex sempervirens subsp. silicicola Holub - Carex sempervirens subsp. tatrorum (Zapal.) Pawl. - Carex sempervirens var. angustata B.Kotula - Carex sempervirens var. aurigerana Marcailhou - Carex sempervirens var. bulgarica Domin - Carex sempervirens var. laevis (Kit. ex Willd.) Asch. & Kanitz - Carex sempervirens var. pseudotristis Domin - Carex sempervirens var. pumila Schur - Carex sempervirens var. setifolia Kumm. & Sendtn. - Carex sempervirens var. trichocarpa Schur - Carex tatrorum (Zapal.) Racib. - Carex trichocarpa Schur - Carex tristis var. tatrorum Zapal. - Carex varia Host - Trasus erectus (DC.) Gray |